# 그것은 알기 싫다의 에피소드 목록
다음은 대한민국의 시사 팟캐스트 《그것은 알기 싫다》의 에피소드 목록이다.

## 독립 이전
| 번호 | 제목                                             | 공개 날짜        | 러닝타임 |
| ---- | ------------------------------------------------ | ---------------- | -------- |
| 1    | "장준하가 사라진 나라"                           | 2012년 10월 12일 | 02:30:27 |
| 2    | "김종석의 자살" "박정희 소백과사전 1. 개괄"      | 2012년 10월 22일 | 02:06:50 |
| 3    | "조선일보 대동여지도"                            | 2012년 10월 31일 | 02:44:09 |
| 4    | "서울의 봄의 U형의 개드립"                       | 2012년 11월 13일 | 01:43:57 |
| 5    | "최세용 붙잡히다"                                | 2012년 11월 13일 | 02:01:14 |
| –    | "박정희 소백과사전 2. 친일과 박정희"             | 2012년 11월 13일 | 01:28:44 |
| –    | "박정희 소백과사전 3. 좌익 박정희"               | 2012년 11월 19일 | 01:34:47 |
| 6    | "단일화가 되지 않았다면!!!"                      | 2012년 11월 23일 | 02:03:26 |
| –    | "박정희 소백과사전 4. 박정희의 용인술"           | 2012년 11월 27일 | 01:36:47 |
| 7    | "Dammed Peace"                                   | 2012년 12월 5일  | 01:49:40 |
| –    | "박정희 소백과사전 5. 박정희의 사생활"           | 2012년 12월 5일  | 01:25:39 |
| 8    | "안아픈데 청춘이다"                              | 2012년 12월 10일 | 01:48:15 |
| –    | "박정희 소백과사전 마지막회. 偶像化された朴正熙" | 2012년 12월 14일 | 01:48:20 |
| 9    | "리박사 인기가요"                                | 2012년 12월 17일 | 02:10:35 |
| 10   | "취업은 하고싶다"                                | 2012년 12월 29일 | 02:58:28 |
| –    | "Update: 홍석동氏 아버지가 남긴 말"              | 2013년 1월 4일   | 00:03:14 |
| –    | "Update: 김규열 선장 항소"                       | 2013년 1월 4일   | 00:01:04 |
| 11   | "천번은 흔들려야 아!외로워진다"                  | 2013년 1월 8일   | 01:42:58 |
| 12   | "뱅뱅이론이론"                                   | 2013년 1월 15일  | 02:35:18 |
| 13   | "창조의 제왕:연구비 원정대"                      | 2013년 1월 22일  | 02:37:45 |
| 14   | "창조의 제왕: 두개의 甲(上)"                     | 2013년 1월 29일  | 02:20:25 |
| –    | "Update: 필리핀 언론의 김규열 선장 사건 보도"    | 2013년 2월 4일   | 00:04:34 |
| 15   | "주부 인프라코어"                                | 2013년 2월 5일   | 02:04:13 |
| 16a  | "일베햇볕정책"                                   | 2013년 2월 13일  | 01:29:11 |
| 16b  | "창조의 제왕:두개의 甲(下)"                      | 2013년 2월 14일  | 01:37:11 |
| 17   | "창조의 제왕: 강의 우환"                         | 2013년 2월 20일  | 01:47:12 |
| 18   | "나는 어떻게 트위터 알바를 찾았는가"             | 2013년 2월 26일  | 02:05:51 |
| 19   | "이웃집 정무수석"                                | 2013년 3월 5일   | 02:10:13 |
| 20   | "크루세이더/파트타이머"                          | 2013년 3월 12일  | 01:40:12 |
| 21   | "국민영웅 이봉걸 (上):10년 꿇은 챔피언"          | 2013년 3월 21일  | 02:05:58 |
| 22   | "스카이넷!!!???"                                 | 2013년 3월 28일  | 02:28:05 |
| 23a  | "또 하나의(X) 가족(O)"                           | 2013년 4월 3일   | 01:00:00 |
| 23b  | "잉여로운 감독의 의로운 임무"                    | 2013년 4월 9일   | 01:40:00 |
| 24   | "국민영웅 이봉걸:멘탈장사 만만세"                | 2013년 4월 18일  | 01:42:28 |
| 25   | "오늘부터 새투표 오픈베타테스트"                 | 2013년 4월 24일  | 02:05:03 |
| –    | "최세용의 편지"                                  | 2013년 5월 1일   | 00:05:41 |
| 26   | "김창규 어드벤처:불법 인터넷 도박의 심장"        | 2013년 5월 7일   | 01:47:55 |
| –    | "Gag Reel 026"                                   | 2013년 5월 7일   | 00:06:44 |
| 27   | "부실한 스카이넷!!!???"                          | 2013년 5월 7일   | 01:47:55 |
| –    | "Gag Reel 027"                                   | 2013년 5월 7일   | 00:03:28 |
| –    | "Update: 워싱턴DC 성추문 리포트"                 | 2013년 5월 10일  | 00:06:32 |
| 28   | "Lott... hell."                                  | 2013년 5월 14일  | 01:43:00 |
| 29a  | "Viva La Twitter"                                | 2013년 5월 21일  | 01:05:27 |
| 29b  | "혈액형은 U형"                                   | 2013년 5월 21일  | 01:07:07 |
| 30   | "그것은 알기 싫다"                               | 2013년 5월 28일  | 02:52:04 |
| 31   | "한 남자가 있어/얼마 전 종편간"                  | 2013년 6월 4일   | 01:55:52 |
| 32   | "신인류 연대기:스톨만의 좋까"                    | 2013년 6월 11일  | 01:36:47 |
| 33   | "또 하나의 가족만 빼면 모두가 가족"              | 2013년 6월 19일  | 02:07:34 |
| 34   | "신인류 연대기:성당과 시장과 특허"               | 2013년 6월 26일  | 02:00:00 |
| 35a  | "한국(퍼가염~♪)일보"                             | 2013년 7월 2일   | 01:11:36 |
| 35b  | "언론사 2종 벤치마크 - 한국일보 vs. 딴지일보"    | 2013년 7월 3일   | 01:23:53 |
| 36   | "신인류 연대기:PC와 청년들"                      | 2013년 7월 9일   | 01:52:15 |
| 37   | "신인류 연대기:작고 부드러운 왕자"               | 2013년 7월 16일  | 02:04:02 |
| 38   | "장삼이사 창업정보 (上)"                         | 2013년 7월 23일  | 02:04:55 |
| 39a  | "신인류 연대기:은 윈텔"                          | 2013년 7월 30일  | 01:50:09 |
| 39b  | "장삼이사 창업정보 (下)"                         | 2013년 7월 31일  | 01:42:14 |
| 40   | "신인류 연대기:무한 접속호의 항해"               | 2013년 8월 6일   | 02:49:42 |
| 41   | "모두의 약육강식"                                | 2013년 8월 13일  | 01:29:35 |
| 42   | "기본교양 게임사의 잉해"                         | 2013년 8월 21일  | 01:41:19 |
| 43   | "기본교양 콘솔사의 잉해"                         | 2013년 8월 23일  | 01:21:31 |
| 44   | "기본교양 게임문학의 잉해"                       | 2013년 8월 28일  | 02:09:50 |
| 45   | "기본교양 게임문화의 잉해"                       | 2013년 8월 30일  | 01:35:15 |
| –    | "Gag Reel 2013 여름"                             | 2013년 9월 3일   | 00:34:41 |
| –    | "Update: 여전히 모두의 약육강식"                 | 2013년 9월 10일  | 00:23:08 |
| 46   | "신인류 연대기:모바일 전투"                      | 2013년 9월 11일  | 03:08:22 |
| 47   | "잉여로운 감독의 두서없는 추석"                  | 2013년 9월 18일  | 02:03:26 |
| 48a  | "모두의 건강검진"                                | 2013년 9월 25일  | 00:54:33 |
| 48b  | "모두의 분만"                                    | 2013년 9월 25일  | 01:15:32 |
| 49   | "너님사용계약서"                                 | 2013년 10월 1일  | 02:18:42 |
| 50   | "靑, "안알랴줌""                                 | 2013년 10월 8일  | 02:02:47 |
| 51   | "기꺼이 속는 삶"                                 | 2013년 10월 16일 | 01:48:57 |
| 52a  | "10.30 재보선 컴플릿 가이드"                     | 2013년 10월 22일 | 01:21:35 |
| 52b  | "국회가 통과시키지 않을 마지막 법안"             | 2013년 10월 23일 | 00:45:52 |
| 53   | "아이보다 좁은 세상"                             | 2013년 10월 29일 | 01:45:53 |
| 54   | "노예이고 싶은 마음과의 싸움 1"                  | 2013년 11월 6일  | 01:50:32 |
| 55   | "노예이고 싶은 마음과의 싸움 2"                  | 2013년 11월 12일 | 01:51:13 |
| 56   | "줄푸세.backup"                                  | 2013년 11월 19일 | 01:48:08 |
| 57a  | "양심있는 욕심 기본소득:배경"                    | 2013년 11월 26일 | 01:34:30 |
| 57b  | "양심있는 욕심 기본소득:미완성 이론"             | 2013년 11월 27일 | 01:16:36 |
| 58   | "양심있는 욕심 기본소득:공상"                    | 2013년 12월 3일  | 01:47:13 |
| 59a  | "또 만명 떠밀려난다:밀양"                        | 2013년 12월 11일 | 01:31:18 |
| 59b  | "또 만명 떠밀려난다:영종도"                      | 2013년 12월 12일 | 01:25:30 |
| 60   | "지켜야할 약속/김규열선장 사망소식에 부쳐"       | 2013년 12월 18일 | 02:07:20 |
| 61   | "역사=나"                                        | 2013년 12월 24일 | 02:21:50 |
| 62   | "아이들에게 부끄러운 2013년"                     | 2013년 12월 31일 | 02:11:46 |
| 63   | "월급≠새경"                                      | 2014년 1월 7일   | 02:00:41 |
| 64   | "열 민영아 안사랑해"                             | 2014년 1월 14일  | 02:09:44 |
| 65   | "영희 병원 안사랑해"                             | 2014년 1월 21일  | 02:03:37 |
| 66   | "민영 건보 안사랑해"                             | 2014년 1월 28일  | 01:59:21 |
| 67   | "민영이는 날 사랑해"                             | 2014년 2월 4일   | 02:12:10 |
| 68   | "흡혈30년 (上)"                                  | 2014년 2월 11일  | 02:00:00 |
| 69   | "필리핀 납치살해사건"                            | 2014년 2월 18일  | 00:58:46 |
| 70   | "민주당 알기 어렵다"                             | 2014년 2월 25일  | 01:45:00 |
| 71   | "흡혈30년 (下)"                                  | 2014년 3월 5일   | 02:14:20 |
| 72   | "슈퍼311조"                                      | 2014년 3월 18일  | 01:44:49 |
| –    | "회의"                                           | 2014년 3월 25일  | 00:05:30 |
| 73a  | "대체 국회의원이 뭐야?"                          | 2014년 3월 25일  | 01:16:40 |
| 73b  | "그럼 국회의원은 뭘해?"                          | 2014년 3월 27일  | 01:21:07 |
| 74a  | "21C 언론정보학:연애와 언론"                     | 2014년 4월 1일   | 01:17:22 |
| 74b  | "죽음의 Y2XP"                                    | 2014년 4월 2일   | 01:07:02 |
| 75a  | "21C 언론정보학:언론인 취업 가이드"              | 2014년 4월 8일   | 01:13:12 |
| 75b  | "꼬붕 대한민국의 Y2XP"                           | 2014년 4월 9일   | 01:23:51 |
| 76a  | "21C 언론정보학:누구를 위한 기사인가"            | 2014년 4월 15일  | 01:09:07 |
| 76b  | "ATM Y2XP"                                       | 2014년 4월 16일  | 01:09:07 |
| 77a  | "21C 언론정보학:포털의 수전노"                   | 2014년 4월 23일  | 01:02:37 |
| 77b  | "또 만나요 Y2XP"                                 | 2014년 4월 24일  | 01:38:20 |
| 78a  | "21C 언론정보학 FAQ"                             | 2014년 4월 28일  | 01:07:42 |
| 78b  | "책임지지 않는 사회"                             | 2014년 5월 1일   | 01:48:19 |
| –    | "shoutout"                                       | 2014년 5월 1일   | 00:03:03 |